# Peter Chol
Peter Chol (Malakal, Sudán, 23 de octubre de 1994) es un futbolista de Sudán del Sur que juega en la posición de centrocampista y que actualmente milita en el Kator FC de la Liga Premier de Sudán del Sur.

## Carrera

### Club
| Periodo | Club     |
| ------- | -------- |
| 2015-   | Kator FC |

### Selección nacional
Debutó con Sudán del Sur el 5 de septiembre de 2015 en una victoria por 1-0 ante Guinea Ecuatorial en Juba por la clasificación para la Copa Africana de Naciones de 2017 y su primer gol internacional lo anotó el 27 de marzo de 2022 en la victoria por 1-0 ante Yibuti en Entebbe, Uganda por la clasificación para la Copa Africana de Naciones de 2023.